# Грейс-Рівер (Вашингтон)
Грейс-Рівер (англ. Grays River) — переписна місцевість (CDP) в США, в окрузі Вакаєкум штату Вашингтон. Населення — 248 осіб (2020).

## Географія
Грейс-Рівер розташований за координатами 46°22′4″ пн. ш. 123°34′53″ зх. д. / 46.36778° пн. ш. 123.58139° зх. д. (46.367836, -123.581335).  За даними Бюро перепису населення США в 2010 році переписна місцевість мала площу 52,29 км², з яких 52,12 км² — суходіл та 0,17 км² — водойми.

### Клімат
Місто знаходиться у зоні, котра характеризується середземноморським кліматом. Найтепліший місяць — серпень із середньою температурою 16.4 °C (61.6 °F). Найхолодніший місяць — січень, із середньою температурою 4.5 °С (40.1 °F).
| Клімат Грейс-Рівера     | Клімат Грейс-Рівера | Клімат Грейс-Рівера | Клімат Грейс-Рівера | Клімат Грейс-Рівера | Клімат Грейс-Рівера | Клімат Грейс-Рівера | Клімат Грейс-Рівера | Клімат Грейс-Рівера | Клімат Грейс-Рівера | Клімат Грейс-Рівера | Клімат Грейс-Рівера | Клімат Грейс-Рівера | Клімат Грейс-Рівера |
| Показник                | Січ.                | Лют.                | Бер.                | Квіт.               | Трав.               | Черв.               | Лип.                | Серп.               | Вер.                | Жовт.               | Лист.               | Груд.               | Рік                 |
| Абсолютний максимум, °C | 18,3                | 23,3                | 27,2                | 31,1                | 36,1                | 37,8                | 40,6                | 40,6                | 38,3                | 30,6                | 22,2                | 18,9                | 40,6                |
| Середній максимум, °C   | 8,4                 | 10,7                | 12,3                | 14,4                | 17,6                | 20                  | 23                  | 23,3                | 22,1                | 16,9                | 11,4                | 8,4                 | 15,7                |
| Середня температура, °C | 4,5                 | 5,8                 | 7                   | 8,7                 | 11,6                | 14                  | 16,3                | 16,4                | 14,8                | 10,7                | 7                   | 4,7                 | 10,1                |
| Середній мінімум, °C    | 0,6                 | 0,9                 | 1,7                 | 3                   | 5,6                 | 8                   | 9,7                 | 9,6                 | 7,5                 | 4,6                 | 2,6                 | 1,1                 | 4,6                 |
| Абсолютний мінімум, °C  | −15,6               | −16,1               | −7,2                | −5,6                | −1,7                | 0                   | 1,1                 | 1,1                 | −1,7                | −5,6                | −12,8               | −16,7               | −16,7               |
| Норма опадів, мм        | 423                 | 294                 | 295                 | 196                 | 121                 | 91                  | 45                  | 65                  | 114                 | 243                 | 410                 | 437                 | 2735                |
| Днів з опадами          | 21                  | 18                  | 21                  | 19                  | 16                  | 13                  | 8                   | 8                   | 10                  | 16                  | 21                  | 21                  | 192                 |
| Днів зі снігом          | 0,8                 | 0,6                 | 0                   | 0                   | 0                   | 0                   | 0                   | 0                   | 0                   | 0                   | 0,1                 | 0,2                 | 1,7                 |
| ----------------------- | ------------------- | ------------------- | ------------------- | ------------------- | ------------------- | ------------------- | ------------------- | ------------------- | ------------------- | ------------------- | ------------------- | ------------------- | ------------------- |
| Джерело: Weatherbase    |                     |                     |                     |                     |                     |                     |                     |                     |                     |                     |                     |                     |                     |

## Демографія
Згідно з переписом 2010 року, у переписній місцевості мешкали 263 особи в 110 домогосподарствах у складі 83 родин. Густота населення становила 5 осіб/км².  Було 128 помешкань (2/км²).
Расовий склад населення:
| - 94,3 % — білих - 1,1 % — азіатів - 0,4 % — корінних американців - 0,4 % — чорних або афроамериканців - 1,5 % — осіб інших рас |

До двох чи більше рас належало 2,3 %. Частка іспаномовних становила 2,7 % від усіх жителів.
За віковим діапазоном населення розподілялося таким чином: 18,3 % — особи молодші 18 років, 57,0 % — особи у віці 18—64 років, 24,7 % — особи у віці 65 років та старші. Медіана віку мешканця становила 55,5 року. На 100 осіб жіночої статі у переписній місцевості припадало 103,9 чоловіків;  на 100 жінок у віці від 18 років та старших — 112,9 чоловіків також старших 18 років.
За межею бідності перебувало 18,8 % осіб, у тому числі 29,8 % дітей у віці до 18 років та 0,0 % осіб у віці 65 років та старших.
Цивільне працевлаштоване населення становило 150 осіб. Основні галузі зайнятості: мистецтво, розваги та відпочинок — 28,7 %, публічна адміністрація — 20,7 %, сільське господарство, лісництво, риболовля — 17,3 %.